# Marquesado de San Miguel
El marquesado de San Miguel es un título nobiliario pontificio otorgado por el Papa Benedicto XV, mediante Breve de fecha 14 de septiembre de 1916, con carácter hereditario, a favor de Justo San Miguel y de la Gándara (Madrid, 10 de julio de 1871-Madrid, 2 de junio de 1947) conocido deportista en su época.
El uso del título fue autorizado en España mediante Real Despacho de 3 de enero de 1917.
El marqués casó con Eulalia Pérez del Pulgar y Fernández de Villavicencio, y él era hijo del primer marqués de Cayo del Rey.
Según lo que estableciera el Breve pontificio de otorgamiento, el título podría estar extinto (si sólo admitiera la sucesión por línea recta) o vacante. Y a tenor de lo establecido en el Decreto 222/1988, una nueva autorización de su uso en España estaría condicionada a la apreciación de una significación valiosa para España en el momento de la solicitud, que debería ser apreciada como tal por la Diputación de la Grandeza y el Consejo de Estado.